# Heartaches by the Number
Heartaches by the Number è il ventunesimo album di Waylon Jennings, pubblicato nel marzo del 1972 dalla RCA Camden Records. Si tratta di una raccolta di brani già pubblicati (non ha infatti nessun inedito).

## Tracce
Lato A
1. Heartaches by the Number – 2:01 (Harlan Howard) – Tratto dall'album Waylon Sings Ol' Harlan (1967)
2. I've Got a Tiger by the Tail – 2:19 (Buck Owens, Harlan Howard) – Tratto dall'album Waylon Sings Ol' Harlan (1967)
3. Foolin' Round – 2:13 (Buck Owens, Harlan Howard) – Tratto dall'album Waylon Sings Ol' Harlan (1967)
4. (That's What You Get) For Lovin' Me – 2:23 (Gordon Lightfoot) – Tratto dall'album Leavin' Town (1966)
5. You're Gonna Wonder About Me – 2:22 (Mel Tillis) – Tratto dall'album Leavin' Town (1966)

Lato B
1. Folsom Prison Blues – 3:15 (Johnny Cash) – Tratto dall'album Jewels (1968)
2. Busted – 2:13 (Harlan Howard) – Tratto dall'album Waylon Sings Ol' Harlan (1967)
3. Time to Bum Again – 2:00 (Harlan Howard) – Tratto dall'album Leavin' Town (1966)
4. Leavin' Town – 2:04 (Bobby Bare) – Tratto dall'album Leavin' Town (1966)

## Musicisti
- Waylon Jennings - voce, chitarra